# اچ‌ام‌ای‌اس پاراماتا (اف‌اف‌اچ ۱۵۴)
اچ‌ام‌ای‌اس پاراماتا (اف‌اف‌اچ ۱۵۴) (به انگلیسی: HMAS Parramatta (FFH 154)) یک کشتی است که طول آن ۱۱۸ متر (۳۸۷ فوت) می‌باشد. این کشتی در سال ۲۰۰۰ ساخته شد.